# Vanessa Ceruti
Vanessa Catalina Macarena Ceruti Vásquez (Santiago del Cile, 11 maggio 1986) è una modella cilena, eletta Miss Cile 2011 il 13 luglio 2011 presso l'Enjoy Casino and Resort di Santiago.
Dietro di lei si sono classificate María Jesús Matthei e Sofía Izquierdo, rispettivamente seconda e terza classificata.
In precedenza Vanessa Ceruti aveva partecipato al concorso di bellezza Elite Model Look Chile nel 2004, dove si era classificata al primo posto ed aveva quindi ottenuto la possibilità di rappresentare la propria nazione ad Elite Model Look a Shanghai in Cina. Il concorso fu poi vinto dall'olandese Sofie Oosterwaal, mentre la Ceruti non riuscì a classificarsi. Ciò nonostante, la modella ha ottenuto un contratto con la prestigiosa agenzia di moda Elite Model Management.
In quanto vincitrice del titolo di bellezza nazionale, Vanessa Ceruti ha rappresentato il Cile in occasione di Miss Universo 2011, che si è tenuto a São Paulo, in Brasile, il 12 settembre 2011.

## Agenzie
- Elite Model Management - Cile